# Erna Duhm

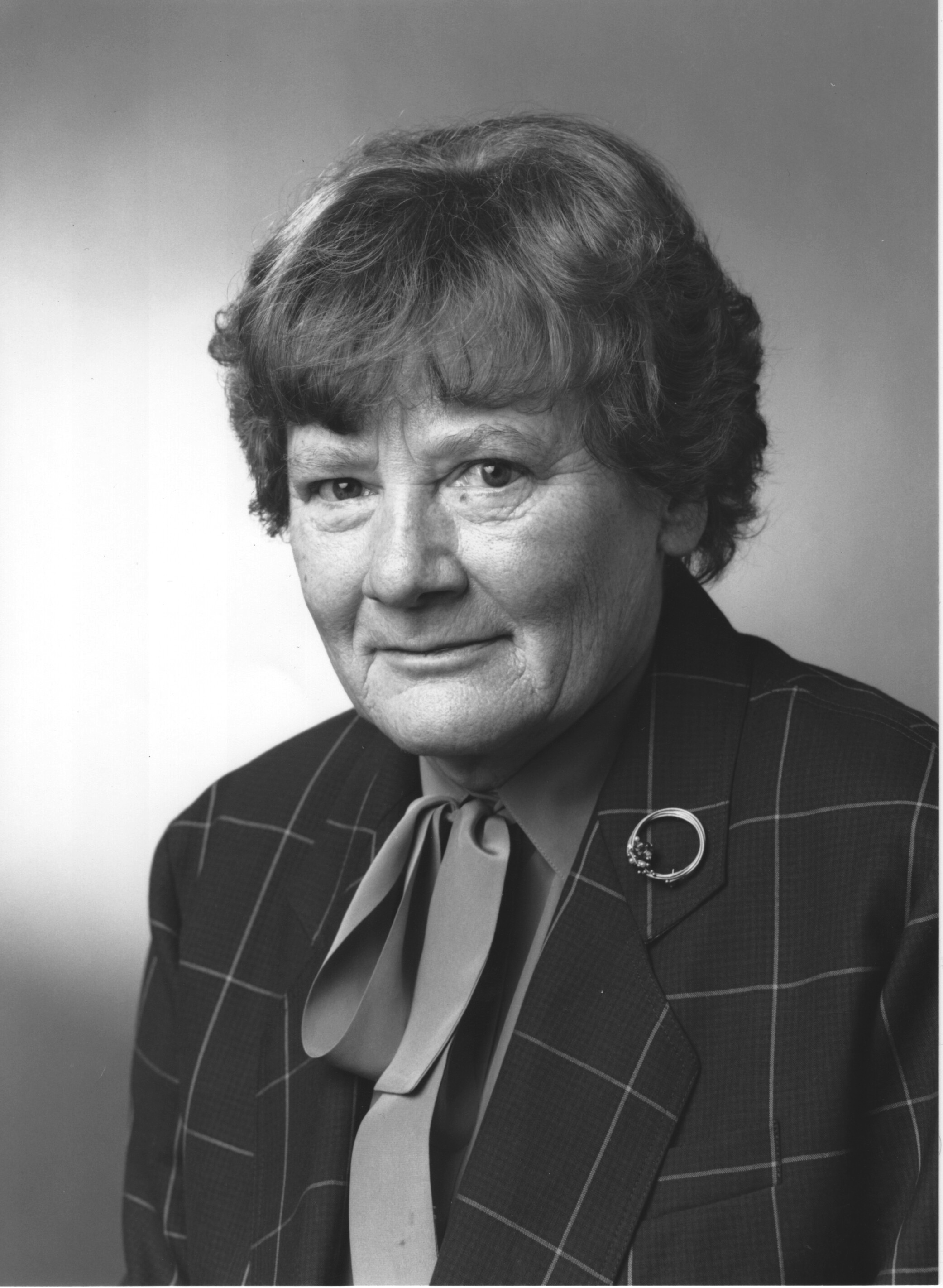
Erna Duhm (2012)

Erna Duhm (* 25. März 1923 in Meseberg; † 10. April 2017 in Göttingen) war eine deutsche Psychologin und Hochschullehrerin.

## Leben und Wirken
Erna Duhm studierte in Posen und Prag Psychologie. Nach abgeschlossenem Psychologiestudium wechselte Duhm 1945 nach Göttingen und schloss ihre Ausbildung mit der Promotion bei Gustav Johannes von Allesch ab. Neben einer naturwissenschaftlichen Ausrichtung widmete sich Duhm vor allem der Beratung und Hilfe von Menschen, die Einschränkungen in ihren Lebensmöglichkeiten hatten. Auf diesem Hintergrund trug sie wesentlich zum Entstehen der Klinischen Psychologie bei. So erhielt sie nach ihrer Habilitation 1961 neben Lilly Kemmler und Brengelmann 1974 einen der ersten Lehrstühle für Klinische Psychologie.
Schon in den 1960er Jahren förderte sie durch Lehrveranstaltungen die Verhaltenstherapie in Theorie und Praxis, was aber keine Einengung auf nur diese Therapierichtung für sie bedeutete.
Die Klinische Psychologie hat Duhm unter anderem 1963 als erste Vorsitzende der Sektion Klinische Psychologie in der Deutschen Gesellschaft für Psychologie sowie als Senatorin der Deutschen Forschungsgemeinschaft wesentlich und richtungsweisend gefördert.
Neben ihren zahlreichen Tätigkeiten in der Klinischen Psychologie hat Duhm sich in der praktischen Umsetzung intensiv eingesetzt. Als ein Beispiel sei sie als Mitbegründerin des Christopherushauses in Göttingen genannt, in dem behinderte Kinder eine gerechte Betreuung finden.
Für all diese hier aufgeführten Leistungen und Engagements zeichnete der Berufsverband Deutscher Psychologen e. V. Duhm 1985 mit der Hugo-Münsterberg-Medaille aus. Ihr folgte 1989 die Ehrung mit dem Verdienstkreuz am Bande des Verdienstordens der Bundesrepublik Deutschland.
Am 10. April 2017 starb Duhm im Alter von 94 Jahren in Göttingen.